# Czerenina
Czerenina (981 m n.p.m.) – szczyt w Bieszczadach Zachodnich, najwyższy w zaliczanym do Pasma Łopiennika i Durnej masywie położonym pomiędzy dolinami Solinki, Wetliny i przełęczą Przysłup (678 m n.p.m.). Znajduje się w głównym grzbiecie masywu, na północny wschód od Krzemiennej (937 m n.p.m.), od której oddzielona jest przełęczą (766 m n.p.m.). Na zachód odbiega ze szczytu wyrównany grzbiet Falowej (968 m n.p.m.). Stoki oraz wierzchołek są całkowicie porośnięte lasem.

## Szlak turystyki pieszej
czarny z przełęczy 928 m n.p.m. (Wysoki Dział) na Przełęcz Mieczysława Orłowicza na odcinku Dołżyca – Falowa – Czerenina – Jaworzec